# Санстейн, Касс
Касс Санстейн (Cass Robert Sunstein; 21.09.1954, Конкорд, штат Массачусетс) — американский учёный в области юриспруденции и политический активист. Специализируется на конституционном, административном и экологическом праве, а также занимается поведенческой экономикой. Один из авторов теории подталкивания. В 2009—2012 годах при администрации Обамы занимал должность главы Управления по делам информации и регулирования (OIRA) в Белом Доме.
Член Американского философского общества (2010). Университетский профессор Гарварда.

## Биография
Санстейн родился 21 сентября 1954 года в Конкорде (Массачусетс), в еврейской семье. Мать — Мэриан (урождённая Гудрич), учительница, отец — Касс Ричард Санстейн, строитель. В 1972 году окончил «Мидлсекс скул» в родном Конкорде, в 1975 году получил степень бакалавра искусств в Гарвард-колледже, где был членом университетской команды по сквошу и публиковался в студенческом юмористическом журнале «Гарвардский пасквилянт». В 1978 году Санстейн получил степень доктора юриспруденции «с большим почётом» в Гарвардской школе права, где был исполнительным редактором студенческого юридического журнала и частью команды победителей престижного студенческого юридического конкурса. Закончив обучение в Гарварде сначала служил судебным клерком у Бенджамина Каплана, члена Высшего суда штата Массачусетс (1978—1979), а затем у Тэргуда Маршалла, судьи Верховного суда США (1979—1980). В 1980—1981 годах Санстейн работал адвокатом-консультантом Канцелярии юрисконсульта Министерства юстиции США.
В 1981 году Санстейн стал работать ассистентом профессора права школы права Чикагского университета, где в общей сложности преподавал 27 лет, став в 1988 году профессором права и политологии.. 19 февраля 2013 года Касс стал профессором школы права Гарвардского университета. Санстейн также в качестве юрисконсульта занимался конституционными и правовыми реформами в разных стран, в том числе, в Украине, Польше, Китае, Южной Африке и России. В 1990 году Касс был избран в Американский институт права, а в 1992 году в Академию искусств и наук.
Сторонник и пропагандист президента Обамы, с которым они вместе работали. Одно из ключевых лиц его предвыборного штаба.
10 сентября 2009 года Санстейн был назначен на пост главы OIRA, которое является частью Административно-бюджетного управления Администрации президента. OIRA осуществляет надзор за реализацией государственной политики и рассматривает проекты нормативных актов. Пост главы OIRA считается одним из наиболее влиятельных, учитывая его возможность влиять на тексты принимаемых законов. СМИ неофициально называют этот пост regulatory czar. OIRA Санстейн возглавлял до 21 августа 2012 года.
В августе 2013 года вошел в состав комиссии по надзору за АНБ (англ. Review Group on Intelligence and Communications Technology). Кроме него в комиссии еще два бывших работника Белого Дома, включая крупнейшего специалиста по контртерроризму и кибервойнам Ричарда Алана Кларка, и бывший заместитель директора ЦРУ.

## Взгляды
Санстейн является сторонником судебного минимализма, утверждая, что судьи должны сосредоточиться в первую очередь на решении рассматриваемого дела и избегать внесения радикальных изменений в закон или решений, имеющих далеко идущие последствия. Некоторые рассматривают его как либерала, несмотря на публичную поддержку Санстейном кандидатов в судьи Джорджа Буша — младшего, Майкла У. Макконнелла и Джона Г. Робертса, а также обеспечение твердой теоретической поддержки смертной казни. Консервативный ученый-правовед-либертарианец Ричард А. Эпштейн охарактеризовал Санстейна как «одного из наиболее консервативных игроков в администрации Обамы».
Большая часть его работ также связывает поведенческую экономику с законом, предполагая, что модель «рационального субъекта» иногда дает неадекватное понимание того, как люди будут реагировать на юридическое вмешательство.
Санстейн сотрудничал с учеными, получившими образование в области поведенческой экономики, в первую очередь с Дэниелом Канеманом, Ричардом Талером и Кристин М. Джоллс, чтобы показать, как теоретические предположения права и экономики должны быть изменены новыми эмпирическими данными о том, как люди ведут себя на самом деле.
По словам Санстейна, толкование федерального закона должно осуществляться не судьями, а убеждениями и обязательствами президента США и его окружения. Санстейн утверждает, что «Нет оснований полагать, что перед лицом законодательной двусмысленности значение федерального закона должно определяться склонностями и предрасположенностями федеральных судей. Вместо этого результат должен зависеть от обязательств и убеждений президента и тех, кто действует под его руководством».
Санштейн (вместе со своим соавтором Ричардом Талером) разработал теорию «либертарианского патернализма». Аргументируя эту теорию, он советует мыслителям/академикам/политикам принять результаты поведенческой экономики применительно к праву, сохраняя свободу выбора, а также направляя решения людей в направлении, которое сделает их жизнь лучше. Вместе с Талером он ввел термин «Архитектура выбора».

## Личная жизнь
Супруга — Саманта Пауэр (с 2008 г.). Ранее сходился с М. Нуссбаум.

## Книги
- After the Rights Revolution (1990)
- Risk and Reason (2002)
- Laws of Fear: Beyond the Precautionary Principle (2005)
- Worst-Case Scenarios (2007)
- Richard H. Thaler, Cass R. Sunstein. Nudge: Improving Decisions About Health, Wealth and Happiness (Yale University Press, 2008) — Подталкивание: улучшение решений по поводу здоровья, богатства и счастья[22][23][24][25]
  - Ричард Талер, Касс Санстейн. Nudge. Архитектура выбора. — Манн, Иванов и Фербер, 2017. — 240 с. — ISBN 978-5-00100-785-2.
- Deciding by Default (2013)
- Иллюзия выбора. Кто принимает решения за нас и почему это не всегда плохо / Choosing not Choose: Understanding the value of choice (2014, рус. перевод 2016)
- Канеман Д., Сибони О., Санстейн Касс Р. Шум. Несовершенство человеческих суждений = Noise: A Flaw in Human Judgment. — М.: АСТ, 2021. — ISBN 978-5-17-146374-8